# Suchogrzybek zmienny

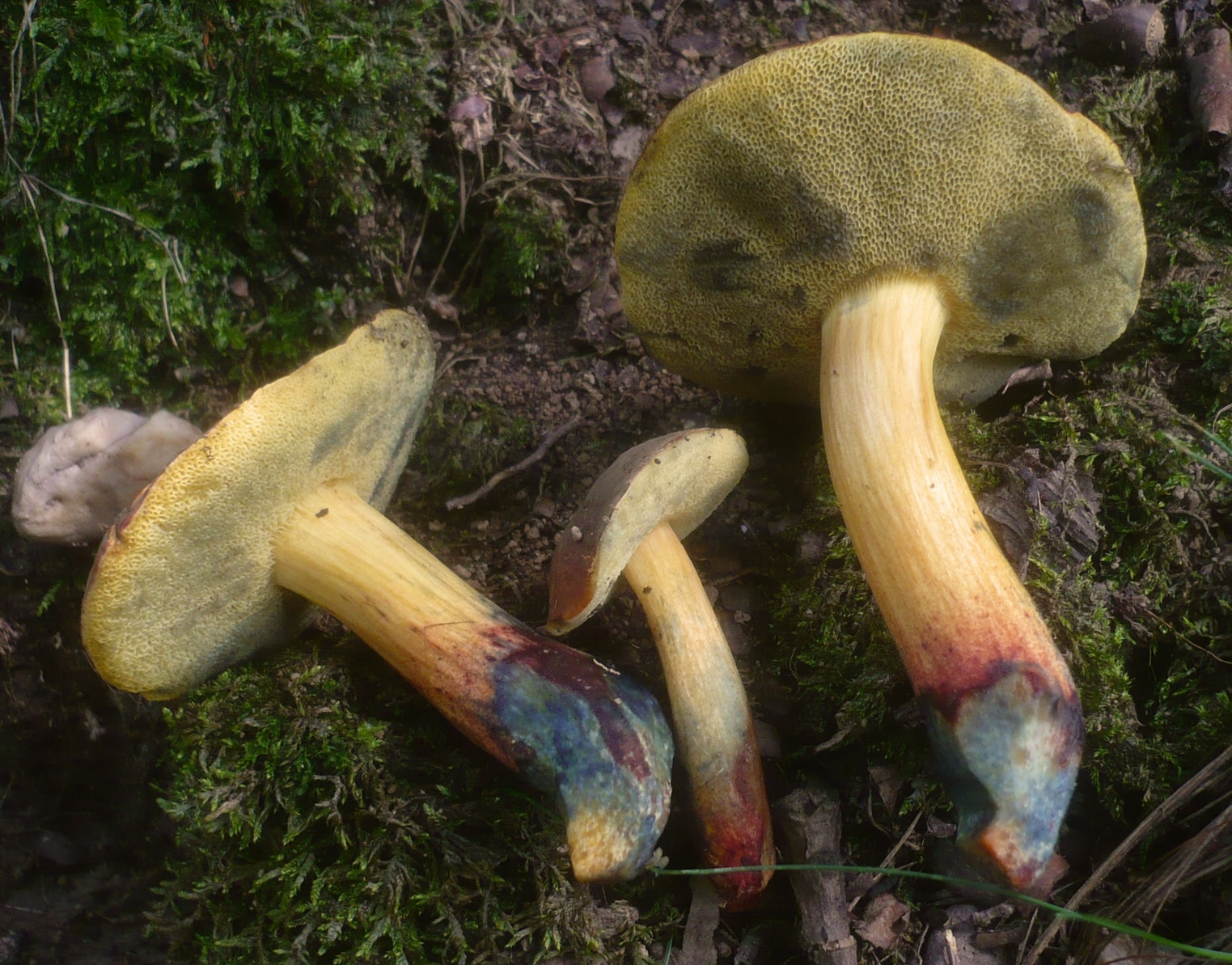

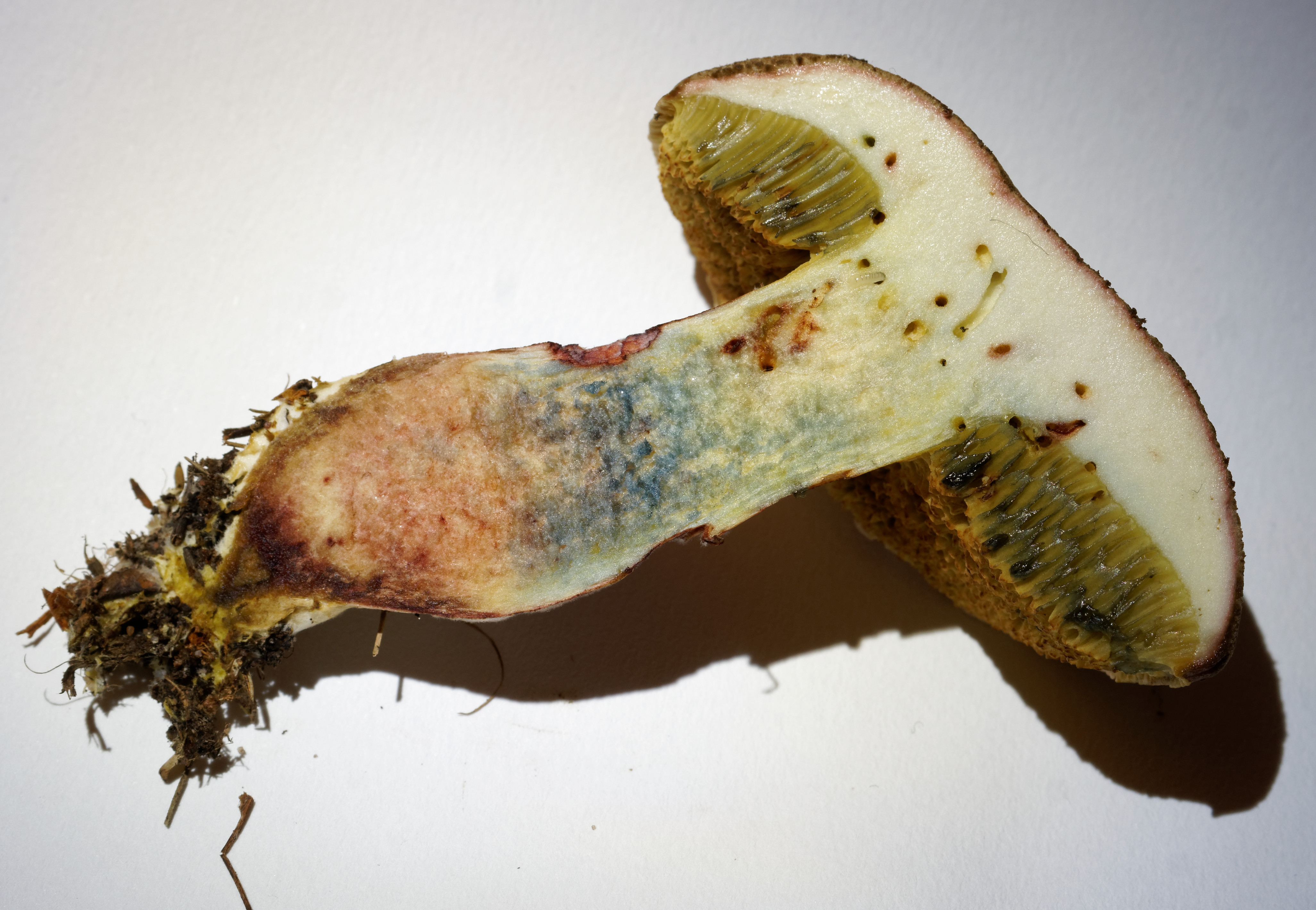

Suchogrzybek zmienny (Xerocomellus cisalpinus (Simonini, H. Ladurner & Peintner) Klofac) – gatunek grzybów z rodziny borowikowatych (Boletaceae).

## Systematyka i nazewnictwo
Pozycja w klasyfikacji według Index Fungorum: Xerocomellus, Boletaceae, Boletales, Agaricomycetidae, Agaricomycetes, Agaricomycotina, Basidiomycota, Fungi.
Gatunek ten w 2003 roku opisali G. Simonini, H. Ladurner i U. Peintner nadając mu nazwę Xerocomus cisalpinus. W wyniku badań filogenetycznych okazało się, że rodzaj Xerocomus jest taksonem polifiletycznym i rozbito go na kilka innych rodzajów. Obecną, uznaną przez Index Fungorum nazwę nadał mu w 2011 r. Wolfgang Klofac przenosząc go do rodzaju Xerocomellus.
Synonimy:
- Boletus cisalpinus (Simonini, H. Ladurner & Peintner) Watling & A.E. Hills 2004
- Xerocomus cisalpinus Simonini, H. Ladurner & Peintner 2003

Nazwa polska według rekomendacji Komisji ds. Polskiego Nazewnictwa Grzybów przy Polskim Towarzystwie Mykologicznym.

## Morfologia
Kapelusz
O średnicy do 7 cm, początkowo półkulisty, potem wypukły. Powierzchnia ochrowa, bladobrązowa, szarobrązowa, oliwkowobrązowa, ciemnobrązowa do czarniawo brązowej, czasem z czerwonawym odcieniem, bywa też całkowicie czerwony. W stanie suchym jest aksamitny, ale bardzo szybko pęka i przez pęknięcia prześwituje różowawy miąższ.
Rurki
Początkowo cytrynowożółte, później bladożółte z oliwkowym odcieniem, po zgnieceniu sinieją. Pory w kolorze rurek.
Trzon
Wysokość 4,5–8 cm, grubość 1–1,5 cm, kształt cylindryczny lub nieco maczugowaty, często zakrzywiony i zwykle zwężający się u podstawy. Powierzchnia górą jasnożółta, ku dołowi stopniowo staje się jaskrawoczerwona. Po uszkodzeniu sinieje. Grzybnia przy podstawie trzonu biała.
Miąższ
W kapeluszu o barwie od kremowej do żółtawej, w trzonie brązowawy, po uszkodzeniu sinieje, szczególnie w trzonie. Zapach i smak niewyraźny.
Cechy mikroskopowe
Zarodniki 10,5–16 × 4–5,5 μm, prążkowane. Skórka kapelusza zbudowana z palisadowo ułożonych i septowanych, strzępek. Składają się głównie z cylindrycznych, inkrustowanych komórek.
Gatunki podobne
Może być trudny do odróżnienia od suchogrzybka złotoporego Xerocomellus chrysenteron. Suchogrzybek złotopory jest mniej podatny na pękanie, ma nieco większe zarodniki i podstawa jego trzonu nie sinieje tak intensywnie. Suchogrzybek oprószony Xerocomus pruinatus bardzo rzadko ma pękniętą powierzchnię kapelusza, ponadto ma nieco większe zarodniki niż dwa poprzednie gatunki. Suchogrzybek przybrzeżny wyraźnie odróżnia się siedliskiem; występuje w podmokłych lasach łęgowych i olsach pod wierzbami i topolami. W trzonie ma grubościenne i amyloidalne strzępki.

## Występowanie i siedlisko
Znane jest występowanie suchogrzybka zmiennego w wielu krajach Europy, w Republice Południowej Afryki i na Nowej Zelandii. Jego rozprzestrzenienie nie jest dokładnie znane, gdyż jest to niedawno wyodrębniony gatunek grzyba i często mylony jest z suchogrzybkiem złotoporym Xerocomellus chrysenteron. Jego aktualne stanowiska podaje internetowy atlas grzybów.
Naziemny grzyb ektomykoryzowy żyjący w symbiozie z drzewami liściastymi, głównie dębami, ale także z bukiem, sosną i cedrem. Występuje w lasach liściastych i mieszanych.

## Znaczenie
Podobnie jak podgrzybek złotopory jest grzybem jadalnym średniej wielkości, jednak o niewielkiej wartości, ze względu na silne robaczywienie, małą przydatność do przerobu i małą odporność na dłuższy transport. Często też atakowany jest przez podgrzybnicę złotopylną Hypomyces chrysospermus (taki spleśniały grzyb nie nadaje się do spożycia).